# Pseudobombax cinereum
Pseudobombax cinereum är en malvaväxtart som beskrevs av Pierfelice Ravenna. Pseudobombax cinereum ingår i släktet Pseudobombax och familjen malvaväxter. Inga underarter finns listade i Catalogue of Life.